# Paweł Kobyliński
Paweł Bronisław Kobyliński (ur. 3 czerwca 1982 w Bytomiu) – polski polityk i menedżer, poseł na Sejm VIII kadencji.

## Życiorys
Syn Krzysztofa, pianisty i kompozytora jazzowego. W 2006 ukończył studia na kierunku zarządzanie przedsiębiorstwem na Wydziale Zarządzania Akademii Ekonomicznej im. Karola Adamieckiego w Katowicach, a w 2011 studia na kierunku psychologia ogólna na Wydziale Pedagogiki i Psychologii Uniwersytetu Śląskiego. Odbył także studia podyplomowe z zakresu controllingu w katowickiej Akademii Ekonomicznej (ukończone w 2007). W 2003 został prezesem zarządu spółki akcyjnej HH Poland działającej w branży handlowej. W 2010 objął stanowisko prezesa zarządu Fundacji Integracji Kultury organizującej m.in. festiwal PalmJazz.
W wyborach w 2014 bez powodzenia kandydował do rady miejskiej Gliwic z ramienia komitetu wyborczego Zygmunta Frankiewicza. W wyborach parlamentarnych w 2015 wystartował do Sejmu w okręgu gliwickim z pierwszego miejsca na liście komitetu wyborczego wyborców Kukiz’15, zorganizowanego przez Pawła Kukiza. Uzyskał mandat posła VIII kadencji, otrzymując 13 905 głosów. W grudniu tego samego roku opuścił klub poselski Kukiz’15 i przystąpił do klubu Nowoczesnej. W październiku 2017 zasiadł w zarządzie tej partii w województwie śląskim. W grudniu 2018 opuścił klub i partię, przechodząc do klubu Platforma Obywatelska – Koalicja Obywatelska. Był kandydatem PO na liście Koalicji Europejskiej w wyborach do Parlamentu Europejskiego w 2019. Wstąpił następnie do PO. W tym samym roku nie uzyskał poselskiej reelekcji. Również w 2023 bez powodzenia kandydował do Sejmu z ramienia Koalicji Obywatelskiej. W wyborach samorządowych w 2024 uzyskał mandat radnego sejmiku śląskiego.